# Tetrapterocarpon geayi
Tetrapterocarpon geayi är en ärtväxtart som beskrevs av Jean-Henri Humbert. Tetrapterocarpon geayi ingår i släktet Tetrapterocarpon och familjen ärtväxter. IUCN kategoriserar arten globalt som livskraftig. Inga underarter finns listade i Catalogue of Life.